# Girl Talk (album de Kate Nash)
Albums de Kate Nash
My Best Friend Is You
(2010)
Girl Talk est le troisième album de la chanteuse britannique Kate Nash.
Sorti le 4 mars 2013, il est définitivement plus rock que ses deux précédents albums Made of Bricks (2007) et My Best Friend Is You (2010), dans la veine du mouvement riot grrrl. Il fait suite à son EP Death Proof (2012).

## Liste des titres
| No  | Titre                         | Durée |
| --- | ----------------------------- | ----- |
| 1.  | Part Heart                    | 3:07  |
| 2.  | Fri-End?                      | 3:32  |
| 3.  | Death Proof                   | 2:23  |
| 4.  | Are You There Sweetheart?     | 4:28  |
| 5.  | Sister                        | 4:18  |
| 6.  | OMYGOD!                       | 2:57  |
| 7.  | Oh (feat. Siobhan Malhotra)   | 4:22  |
| 8.  | All Talk                      | 3:25  |
| 9.  | Conventional Girl             | 4:25  |
| 10. | 3AM                           | 3:31  |
| 11. | Rap for Rejection             | 2:18  |
| 12. | Cherry Pickin'                | 3:00  |
| 13. | Labyrinth                     | 3:29  |
| 14. | You're So Cool, I'm So Freaky | 3:17  |
| 15. | Lullaby for an Insomniac      | 3:52  |